# Malik Toppin
Malik Antonyo Toppin (Bloomfield, 14 agosto 1997) è un cestista statunitense.